# Achille-Joseph Bernot
Achille Joseph Bernot est un homme politique français né le 10 juin 1842 à Ham (France) et mort le 10 juillet 1911 dans la même ville.

## Biographie
Propriétaire-cultivateur, il est conseiller général de la Somme pour le canton de Ham. Aux élections législatives de 1881, il est élu député de la 1re circonscription de Péronne, le 21 août. À la Chambre des députés, il siège parmi les républicains modérés. Il vote avec la majorité opportuniste pour les ministères Ferry et Gambetta, pour l'expédition du Tonkin, contre l'élection de la magistrature, pour le maintien de l'ambassade auprès du Vatican, contre l'élection des sénateurs par le suffrage universel... Aux élections législatives du 4 octobre 1885, il est candidat sur la porté la liste républicaine de la Somme mais est battu.
Malgré cet échec, il persiste dans la carrière politique et est élu, le 21 mai 1893, sénateur de la Somme en remplacement de Gustave-Louis Jametel, décédé. Il est réélu en 1900, mais est battu au renouvellement de 1909.

## Sources
- « Achille-Joseph Bernot », dans Adolphe Robert et Gaston Cougny, Dictionnaire des parlementaires français, Edgar Bourloton, 1889-1891 [détail de l’édition]
- « Achille-Joseph Bernot », dans le Dictionnaire des parlementaires français (1889-1940), sous la direction de Jean Jolly, PUF, 1960 [détail de l’édition]